# (2910) Йошкар-Ола
(2910) Йошкар-Ола (лат. Yoshkar-Ola) — астероид главного пояса, который был открыт 11 октября 1980 года советским астрономом Николаем Степановичем Черных в Крымской астрофизической обсерватории и назван в честь столицы Республики Марий Эл российского города Йошкар-Ола.

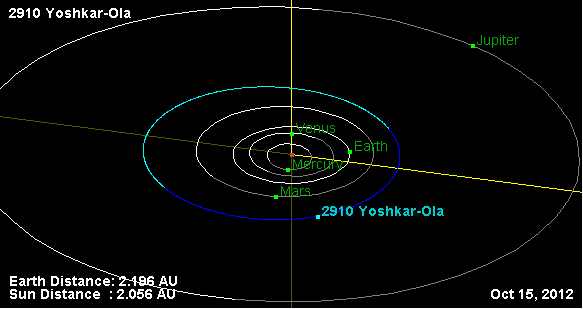
Орбита астероида Йошкар-Ола и его положение в Солнечной системе